# Yoshiko Tanaka
Yoshiko Tanaka (în japoneză: 田中 好子, Tanaka Yoshiko; n. 8 aprilie 1956, sectorul Adachi, Tokio, Japonia ca Yoshiko Odate (小達 好子, Odate Yoshiko); d. 21 aprilie 2011) a fost o actriță și cântăreață japoneză. Nu trebuie confundată cu fosta jucătoare de tenis de masă "Yoshiko Tanaka".

## Date biografice
Yoshiko Tanaka a studiat la universitatea Tokyo Seitoku Daigaku. În 1973 a cântat în trioul muzical Candies, unde a fost poreclită "Sue". Printre șlagărele ei se numără あなたに夢中 "Anata ni Muchū" („Sunt înnebunită după tine...”); 春一番 "Haruichiban" („Primul vânt de primăvară”) și 年下の男の子 "Toshishita no Otokonoko" („Băiatul mai tânăr”). Ea a fost o cântăreață iubită în Japonia, mai ales de tineret și copii.
Își începe cariera de actriță în 1980, jucând în filme ca 土佐の一本釣り "Tosa no ipponzuri" („Pescuitul cu undiță la Tosa”) și ひめゆりの塔 "Himeyuri no Tō" („Monumenul Himeyuri”). Printre filmele de succes ale ei se numără și "Kuroi Ame" (Ploaia neagră) (1989), în care joacă rolul principal. Filmul a avut ca temă Bombardamentele atomice de la Hiroshima și Nagasaki și a fost premiat la Festivalul Internațional de Film de la Cannes. Ea a mai jucat în numeroase seriale TV, ultimul premiu al ei a fost pentru rolul jucat în filmul Godzilla vs. Biollante (1989).

## Filmografie
- 1980: Tosa no Ipponzuri
- 1982: Himeyuri no Tō
- 1985: Yumechiyo Nikki
- 1989: Kuroi Ame
- 1989: Gojira tai Biorante
- 1992: Gojira tai Mosura
- 1999: Poppoya
- 2000: Ringu 0: Bāsudei
- 2002: Kagami no Onna-tachi
- 2003: Yume oikakete
- 2004: Install
- 2005: Shinku
- 2006: Brave Story